# Star Trek: Legacy
Star Trek: Legacy je realtimová taktická simulace. Velíte zde skupině jedné až čtyř lodí, kterou můžete ovládat z můstku lodi, kterou si zvolíte jako velitelskou. Hra má plné 3D prostředí.
Hra obsahuje kampaň pro jednoho hráče, skirmish s možností volby frakce (Klingoni, Romulané, Federace nebo Borgové), a multiplayer přes LAN nebo internet.
Příběh kampaně se odehrává plně v režii lidské rasy a později federace. V průběhu hry projdete všemi historickými etapami Star Treku. První mise hráči plní v době kapitána Archera a s jeho lodí Enterprise (NX-01). Postupně přibývají novější lodě a hráči se dostávají do doby, ve které je nejznámější osobou James Tiberius Kirk a loď USS Enterprise (NCC-1701).
Poté hra obsahuje období z Nové generace v režii kapitána Jean-Luca Picarda a nebyly vynechány ani narážky na seriály běžící kontinuálně s Novou generací – Vesmírná loď Voyager a Stanice Deep Space Nine.
Z hardwarového hlediska je hlavní herní nevýhodou HW konfigurace, která je na systém náročná. Výjimku tvoří zpracování jednotlivých lodí, které jsou velmi detailní.
Příběh mají na starosti seriáloví autoři a dabing seriáloví herci.[kdo?]